# 宇佐美承
宇佐美 承（うさみ しょう、1924年5月1日 - 2003年5月7日）は、日本のジャーナリスト、ノンフィクション作家。妻は新田義美の娘の公子。

## 来歴
中国の天津に生まれる。自著で、父は外国関係の案件を手がける弁護士だったと記している。幼少期は兵庫県武庫郡御影町（現・神戸市東灘区）で育つ。この時期、近くに住む造船技師で実業家の笹子謹（ひとし）が開いていたアトリエに通い、伊谷賢蔵やその後任の八島太郎・光（光は笹子謹の娘）夫妻に絵を習った。小学校は師範学校の附属小学校に通い、その後「スパルタ教育で名だかい県立中学校」に進学する。在学中に病気療養のため、通常よりも2年遅れて中学校を卒業する。当時、すでに徴兵年齢が1年繰り下げられていたうえ、希望だった高等学校の文科に進むことは兵役に直結したため、医学専門学校に進む。日本の敗戦後に医学専門学校を退学し、高等学校文科に改めて入学した。
東京大学文学部を卒業後、1953年に朝日新聞社に入社した。朝日新聞では名古屋本社報道部や調査研究室に在籍した後、「朝日ジャーナル」編集部に移った。1979年に記者を退職して記録文学作家に転身し（ただし1981年時点では朝日新聞社出版局嘱託だった）、1982年、『さよなら日本　絵本作家・八島太郎と光子の亡命』で大宅壮一ノンフィクション賞を受賞した。この書籍は幼少期、そして1970年以降親交を持った両人を題材としながらも、二人の「過去をさらけ出す」ことに加え、八島太郎を称賛するだけの内容とはしなかったため、執筆中は「何度か筆を折ろうとさえ思った」という葛藤に襲われ、刊行後は八島太郎本人から手紙で不満をぶつけられたという。
『池袋モンパルナス 大正デモクラシーの画家たち』など美術関係の著書もある。

## 著書
- 『真実と勇気の記録』 筑摩書房1971 (ちくま少年図書館)ISBN 978-4480040152
- 『ルルの家の絵かきさん 原爆の絵をかきつづける丸木夫妻の物語』 偕成社 1978 (世界のこどもノンフィクション)ISBN 978-4035070207
- 『さよなら日本 絵本作家・八島太郎と光子の亡命』 晶文社1981ISBN 978-4794959379
- 『椎の木学校 「児童の村」物語』 新潮社 1983ISBN 978-4103488019
- 『原爆の図物語』 丸木俊・丸木位里画 小峰書店　1985 (こみね創作児童文学)ISBN 978-4338057066
- 『池袋モンパルナス 大正デモクラシーの画家たち』 集英社 1990 のち文庫ISBN 978-4087482737
- 『神戸一中弓道部史 戦争とともにあった五年 神戸一中弓道部の会』 1992
- 『求道の画家松本竣介 ひたむきの三十六年』 中公新書 1992ISBN 978-4121011084
- 『新宿中村屋相馬黒光』 集英社, 1997ISBN 978-4087742893
- 『日本の名随筆 (別巻96)』 大正 編著 作品社 1999ISBN 978-4878936760